# ほくやく・竹山ホールディングス
株式会社ほくやく・竹山ホールディングス（ほくやくたけやまホールディングス）は、北海道札幌市中央区に本社を置く医薬品卸、株式会社ほくやくと医療機器卸、株式会社竹山の経営統合により設立された持株会社である。

## 沿革
- 2006年9月29日 - 株式移転により持株会社、株式会社ほくやく・竹山ホールディングス設立。代表取締役社長には眞鍋雅昭が就任。株式会社ほくやくに代わり札幌証券取引所に上場。本社は札幌市中央区北11条西14丁目に置き、翌年よりほくやくと竹山の拠点が順次統合される。
- 2007年6月 - 株式会社ほくやくが北日本調剤株式会社の株式を取得し完全子会社化。
- 2007年10月 - 株式会社ほくやくの札幌物流拠点となる新川物流センターLynxが稼動。
- 2007年10月 - 孫会社の株式会社マルベリーが在宅営業部を株式会社ほくやくUDIに分割し、社名を株式会社パルスに変更。また、株式会社ほくやくUDIは社名を株式会社マルベリーに変更。
- 2009年10月 - 株式会社ほくやくが、孫会社の株式会社ほくやくフレンテを吸収合併する。
- 2010年1月: - 孫会社の株式会社テイ・エス・エスが商号を株式会社アドウイックに変更。
- 2010年5月 - 本社を札幌市中央区北6条西16丁目1番地5のほくたけビルに移転。
- 2010年6月 - 連結子会社及び孫会社の本社を同ほくたけビルに移転・集約。
- 2011年3月 - 組織再編により孫会社5社（パルス、北日本調剤、マルベリー、アドウイック、北海道医療情報サービス）を連結子会社とした。
- 2011年4月 - 単元株式数を500株から100株に変更。
- 2012年7月 - ソリューション営業本部を解消し、SPD部をSPD事業本部とし、コンサルティング部は連結子会社の株式会社北海道医療情報サービスのコンサルティング事業部に業務統合した。
- 2013年4月 - 株式会社ほくやくが創業100周年を迎えた。
- 2015年5月 - 株式会社ほくやくが株式会社メイプルアカウンティングサービス（取得後、株式会社メイプルファーマシーへ社名変更）の株式を取得し完全子会社とした。
- 2015年6月 - 経営管理統括本部の物流部を廃止し、株式会社ほくやくの管理部へ業務移管。
- 2015年10月 - 株式会社竹山が創業80周年を迎えた。
- 2016年4月 - 株式会社ほくやくが株式会社カエデの株式を取得し完全子会社とした。
- 2016年7月 - 経営企画部およびリスク管理本部を廃止し、経営統括部を新設。経営管理統括本部を管理本部に改める。薬事管理室を株式会社ほくやくに業務移管する。
- 2017年7月 - リスク管理部を新設。
- 2018年2月 - 株式会社メイプルファーマシー及び株式会社カエデを直接の子会社とする。
- 2019年4月 - 株式会社ノバメディカルの株式を取得し子会社とする。
- 2022年10月 - 子会社の株式会社パルスが、北日本調剤株式会社、株式会社メイプルファーマシー、株式会社カエデの3社を吸収合併し、株式会社そえるに商号変更。

## 連結子会社
- 株式会社ほくやく
- 株式会社竹山
- 株式会社そえる
- 株式会社アドウィック
- 株式会社マルベリー
- 株式会社モルス
- HIS（株式会社北海道医療情報サービス）
- 株式会社村井薬局
- 株式会社ノバメディカル